# 한국국방연구원
한국국방연구원(Korea Institute for Defense Analyses, KIDA)은 국방전반에 관한 문제를 전문적으로 연구ㆍ분석하여 합리적인 국방정책 수립 및 의사결정에 기여함을 목적으로 설립된 국책연구기관이다. 한국국방연구원법에 의거 1987년 3월 설립된 정부출연연구기관으로 국방부 산하 기타공공기관이다. 서울특별시 동대문구 회기로 37(청량리 산 5-7)에 있다.

## 임무
♦ 국방 전반에 관한 문제를 전문적으로 연구 분석하여 합리적인 국방정책수립 및 의사결정에 기여함을 기본 임무로 한다.
- 안보환경 및 국방 기본 정책에 관한 연구
- 국방인력, 인사, 복지, 동원 등 국방인력 관리 정책연구
- 국방 정보화 체제 구축 연구 및 정보화 체계의 감리, 평가
- 기타 국방 관련 정보 서비스 및 전문적 자문
- 군사전략, 군사력 건설 및 평가에 관한 연구
- 무기체계 선정, 획득 및 방위산업 정책 연구
- 한국적 국방 모델링 및 시뮬레이션 체계 연구

## 연혁
- 1979.01.10 : 국방관리연구소 발족

```
 - 국방부 군수위원회와 국과연 조사분석실을 모체로 발족, 국방자원관리 연구에 중점 ※ 국방과학연구소(ADD) 부설
```

- 1987. 03. 02 : 한국국방연구원 설립

```
 - 국방 전반에 걸친 정책연구 수행,연구기능 확대 및 조직 보강 ※ 한국국방연구원법 제정(법률 제 3861호)
```

- 1991. 01. 01 : 무기체계연구센터 신설
- 2002. 04. 07 : 연구조직 7개 연구센터로 개편

```
 - 국방컨설팅사업단, KIDA Press, 국방 사회조사 통계실 신설
```

- 2005. 09. 06 : 홍보부 신설
- 2007. 01. 01 : 북한군사연구센터 신설
- 2008. 07. 01 : 지원조직 4개부 -> 2개부 2실 축소
- 2009. 01. 01 : 연구부서 : 8개연구센터 -> 4개연구센터, 지원부서 : 2개부 2개실, 검사역 -> 2개부 3실(감사실)
- 2011. 01. 01 : 분석평가 사업수행
- 2015. 01. 01 : 국방정보체계관리단 직제화
- 2018. 01. 16 : 연구조직 개편(4개 연구센터, 1개 분석센터, 1개 관리단)

## 조직
한국국방연구원 조직도 바로가기 보관됨 2019-11-20 - 웨이백 머신

## 연구센터
- 안보전략연구센터

```
 - 안보전략연구센터는 안보전략환경을 분석하여 국가차원의 안보전략 및 국방 정책 기조 및 정책방향을 설계하여 정책에 반영시키고, 안보 및 국방관련 여론을 선도 하는데 있다. 한반도를 중심으로 한 대내외 안보환경 및 국방여건 분석, 미래지향적 국방정책 발전 방향 및 추진전략개발, 남·북 군비통제 정책 개발, 대북 정책개발 및 한반도 위기관리 대책 수립 등을 중점적으로 연구하고 있으며, 이를 통해 국방부의 안보·국방관련 현안에 대한 연구 지원, 원내 연구의 기반적·통합적 개념 연구, 범국가 차원의 안보정책 대안 개발 및 여론을 선도해 오고 있다. 국방전략연구실, 국제전략연구실, 북한군사연구실로 구성되어 있다.
```

- 군사기획연구센터

```
 - 군사발전연구센터는 ‘억제중심으로 군사전략 패러다임 전환’, ‘견고한 동맹 유지 및 전략적 동맹체제 발전’, ‘현존 및 미래 위협에 대응 가능한 정예화된 선진 강군 육성’, ‘3 축 체계, 신작전수행개념, 전작권 전환 등 국방개혁 2.0 중심의 군사력 건설’, ‘정보·기술 중심의 첨단 군사력 구조로 전환’, ‘사이버공간에 대한 작전능력 확보 및 안전성 강화’ 라는 국방정책 기조를 뒷받침하기 위하여, 군사전략, 군구조, 미래작전수행, 국방정보화, 국방모의모델에 관련된 연구를 통해 국방 정책 결정에 대한 과학적 분석지원을 목표로 하고 있다. 특히, 국방부의 군구조·국방운영개혁추진실, 기획조정실, 국방정책실 및 합참 작전본부, 전략기획본부, 분석실험실 등과 연계하여 업무를 수행하고 있다. 전략기획연구실, 전장정보화연구실, 국방모의연구실로 구성되어 있다.
```

- 국방인력연구센터

```
 - 국방인력연구센터는 선진 국방운영을 위한 전략개발 및 정책발전을 선도하고 지원하기 위한 연구를 수행하고 있다.주요 연구로는 △국가발전방향에 부응하는 국방인력운영 개념 및 체제 연구, △ 전투력 제고 중심의 국방인력운영 전략 및 정책 연구, △ 선진 병영문화 창출 선도를 위한 정책 및 제도 연구를 수행하고 있다. 국방인력연구센터는 인력정책연구실, 병영정책연구실로 구성되어 있다. 각 실 및 단별로 산업공학, 경영과학, 경제학, 경영학, 심리학, 행정학, 통계학, 사회학 등 전공분야가 다양한 석·박사급 연구진이 담당분야에서 심도 깊은 전문연구를 수행하고 있다.
```

- 국방자원연구센터

```
 - 국방자원연구센터는 국방자원의 효율적인 관리 및 계획을 위한 전략개발 및 정책발전을 선도 및 지원하는 것을 기본 임무로 한다. 이를 통해 국방자원 분야의 발전과 국방예산의 효율적 활용 및 배분에 기여하고있다. 본 센터는 △방위력 개선 정책 거버넌스 발전(획득정책), △국방재정지출 가치 극대화(국방예산), △군수지원능력 확충(군수정책), △국방시설 선진화(시설정책) 등 4개 주요 영역에 대한 연구를 수행하고 있다. 획득방산연구실, 재정분석연구실, 군수시설연구실로 구성되어 있다. 각 실별로산업공학, 경영과학, 경제학, 경영학, 회계학, 컴퓨터공학, 통계학 등 전공이 다양한 석·박사급 연구진이 담당분야에서 심도깊은 전문연구를 수행하고 있다.
```

- 전력투자분석센터

```
 - 전력투자분석센터는 '전력투자사업 소요 및 획득단계의 합리적 의사결정을 위한 분석지원'을 기본임무로 한다. 당 센터는 전문성과 독립성 있는 연구를 통하여 전력투자사업의 의사결정에 대한 객관성과 신뢰성을 향상시키는 것을 목표로 하며, 국방부, 기획재정부 및 방위사업청과 연계하여 전력소요 검증 및 분석평가 연구를 수행하고 있다. 이를 통하여 합리적인 군사력 건설 방안 제시 및 국방 예산의 효율적 사용에 기여하고 있다. 전력소요분석단, 획득사업분석단, 비용분석연구실 등 2개 단과 1개의 연구실로 구성되어 있다. 경제학, 경영학, 경영과학, 산업공학, 전자공학, 기계공학, 통계학, 항공공학 등 전공분야가 다양한 총 80여명의 석박사급 연구진은 담당분야에서 전문연구를 수행하고 있다.
```

## 국방정보체계관리단
- 국방정보체계관리단

```
 - 21세기 지식 정보화 시대를 맞이하여 국방정보화를 선도하고, 국방정보화 정책연구결과를 집행수준까지 반영하는 "연구-정책-집행 간의 상호 피드백(Feedback) 체계"를 구축하기 위해 설립되었다.
```

2011년 5월에는 국방정보시스템 유지보수 및 기술지원 업무의 체계적이고 일관성 있는 추진과 예산의 효율적 집행 및 업무의 책임성 제고, 전장-자원관리체계를 연계한 통합적 관점하의 목표지향적, 경제적 유지보수 수행, 민간업체중심의 정보체계별 독립적 유지보수 탈피 등을 목적으로 국방부로부터 “국방정보화기반조성 및 국방정보자원 관리에 관한 법률”에근거하여 “국방정보시스템 유지보수 및 기술지원 전담기관”으로 지정받았다. 2014년 12월에는 “한국국방연구원 정관 및 직제규정을 개정하여 KIDA의 정식 조직으로 편제화하고인건비의 출연금 확보를 통해 조직 운영의 안정성을 확보하였다. 현재는 약 110여명의 전문화된 정보통신기술(ICT) 인력들이 최신 정보화 개념 및 방법론을 토대로국방정보화 사업에 대한 컨설팅, 개념연구(BPR/ISP) 및 사업추진을 위한 기술지원(PMO) 등의 업무를 수행하고 있으며, 통합적 관점하에서의 체계개발 및 유지보수 사업 수행 등을 통해 국방정보화는 물론, 국방정보체계 안정화 및 고도화 임무를 담당하고 있다. 정보화 업무영역별로 전장관리부, 자원관리부, 기술지원부 및 행정실의 3부 1실 체제로 운영하고 있다.

## 발간물
- 국방논단

```
 - 1983년 창간된 주간지로 국방정책 결정자, 관련 분야의 실무 종사자 및 학자들에게 필요한 최신의 시사정보와 지식 및 아이디어를 신속하게 전파하는 것을 목적으로 한다. 집필진 구성은 한국국방연구원 연구진의 자유기고 형식에 의해 이루어지고,『국방논단』 편집위원회의 엄격한 심사를 통해 발행된다. 2018년 8월 1726호부터 급변하는 안보환경 속에서 종합적인 안보 이슈나 국방과 연관된 다양한 주제를 좀 더 적극적으로 발굴하고 다루어나가기 위해 제호를 『주간국방논단』에서 『국방논단』으로 바꾸었다.
```

- 국방정책연구

```
 - 1985년 창간되어 연 4회 발간되며 국방문제 전반에 걸친 수준 높은 연구논문 및 관련 자료들을 발굴, 소개하는 국내 유일의 국방학술전문지다. 2009년 1월 1일부로 한국학술진흥재단 등재학술지로 선정되었다. 국방에 대한 국민의 관심도 제고와 전문가 육성에 크게 기여해 왔다. 집필진 구성은 한국국방연구원 연구진을 포함하여 국내 전문가들의 자유기고 및 청탁 등에 의해 이루어지고, 기고된 원고들은『국방정책연구』 편집위원회의 엄격한 심의를 거쳐 게재 여부가 결정된다.
```

- 영문저널(The Korean Journal of Defense Analysis)

```
 - 1989년 창간 이후 4년 만에 ‘사회과학 논문 인용색인(SSCI)’에 등재된 학술지로 국제관계학 전문학술지로는 아시아 지역에서 가장 오래된 SSCI 저널이다. 연 4회 발간되며, KJDA는 빠르게 변화하는 한반도와 아태지역 정세 등 다양한 주제를 깊이 있게 다루는 논문을 통해 국내외 독자들에게 가까이 다가가면서 세계적 저널의 위상을 더욱 강화해 나가고 있다.
```

## 한국국방연구원 홈페이지 바로가기
- 한국국방연구원  - 공식 웹사이트
- 한국국방연구원 공식 Youtube 채널